# Ото I фон Тирщайн
Ото I фон Тирщайн (на немски: Otto I von Tierstein; † 1347 или 1352) от линията Фробург-Хомберг/Тирщайн-Фарнсбург е граф на Тирщайн и господар на Фарнсбург в Базел Ландшафт в Швейцария. Той е собственик на ландграфството Зизгау.

## Биография
Той е син на граф Зигмунд II фон Тирщайн-Фарнсбург, пфалцграф на Базел († 4 май 1320), и съпругата му Агнес фон Вайсенбург († сл. 1334), дъщеря на Рудолф фон Вайсенбург. Внук е на граф Рудолф VI фон Тирщайн († сл. 1265) и Елиза фон Геролдсек († сл. 1265), дъщеря на Буркард IV фон Геролдсек († сл. 1238). Правнук е на Рудолф V фон Тирщайн († сл. 1230, убит), граф на Тирщайн в Зизгау в Швейцария, и Гепа фон Фробург († сл. 1208).
Брат му Лудвиг фон Тирщайн († 1364) е каноник и кантор в Базел. Сестра му Елизабет фон Тирщайн († сл. 1348) е омъжена пр. 1321 г. за Йохан фон Щауфен († 1325/26) и втори път за Георг фон Хатщат († пр. 1327).
Ото I фон Тирщайн построява 1330 г. замък Фарнсбург при Ормалинген. Неговият внук Ото II фон Тирщайн (* пр. 1383; † 1418) е последният от линията Тирщайн-Фарнсбург. Неговата дъщеря наследничка Кларана занася замъка и господството Фарнсбург след смъртта на баща ѝ през 1418 г. и през 1426 г. също ландграфството Зизгау на съпруга си, фрайхер Ханс Фридрих фон Фалкенщайн († 1426). Двата сина на Фалкенщайн продават замъка и господството Фарнсбург през 1461 г. на град Базел.

## Фамилия
Ото I фон Тирщайн се жени за Клемента фон Юзенберг († сл. 1352), дъщеря на Буркард IV фон Юзенберг († 1336) и Лугарт фон Геролдсек. Те имат двама сина:
- Зигмунд IV фон Тирщайн († сл. 29 януари 1383), граф на Тирщайн и господар на Фробург, ландграф в Зизгау и Бухсгау, женен за Верена фон Нойенбург-Нидау († 4 юли 1405)
- Рудолф IV фон Тирщайн-Фарнсберг († 15 ноември 1351)

Вдовицата му Клемента фон Юзенберг се омъжва сл. 1352 г. втори път за Хайнрих фон Блуменек († сл. 17 октомври 1363).
Ото I фон Тирщайн и съпругата му Клемента фон Юзенберг са погребани заедно в Кюнгентал.